# Um Ano Inesquecível - Outono
Um Ano Inesquecível - Outono é um filme de comédia musical brasileiro, produzido pela Panorâmica Filmes com distribuição da Prime Video fazendo parte da franquia de filmes Um Ano Inesquecível. É baseado  no conto O Som dos Sentimentos (Babi Dewet) do bestseller Um Ano Inesquecível, das escritoras Thalita Rebouças, Paula Pimenta, Bruna Vieira e Babi Dewet, lançado em 2015. O filme foi lançado em 9 de junho de 2023 no Prime Video. 

## Sinopse
Anna Júlia (Gabz) e João Paulo (Lucas Leto) são o típico casal improvável. Ela odeia música e tudo que mais quer é um estágio e estabilidade para ajudar o pai em casa. Ele é um jovem músico de rua que sonha em viver da sua arte. Mesmo assim, a paixão entre os dois acontece, e em um dos lugares mais simbólicos de São Paulo: a Avenida Paulista. A movimentada capital é o cenário ideal para a desafiadora jornada que ambos terão que enfrentar para ficar juntos.

## Elenco
- Gabz como Anna Julia
- Lucas Leto como João Paulo
- IZA como Pattie
- Bukassa Kabengele como Guilherme
- Maria Calu como Isabel
- Larissa Luz como Sofia
- Vittor Fernando como Heitor
- Mharessa como Babi
- Pedro Blanc como Wesley
- Bibba Chuqui como Dindinha
- Lucas Cândido	como Marlon
- Tony Germano como Marcílio
- Raphael Ghanem como Otávio
- Enrico Cardoso como Pedro Henrique
- Léo Israel como Pedro Antônio
- Nicolas Lee como Pedro Jorge
- Rhianna Barbosa como Anna Júlia ( 9 Anos)
- Lulu Santos como Ele mesmo
- Lívia Silva como Jasmine

## Produção
Em 13 de outubro de 2021 foi anunciada a produção do segundo filme da franquia Original Amazon Um Ano Inesquecível . Outono é baseado no conto de Babi Dewet e tem cidade de São Paulo e a Avenida Paulista como pano de fundo para a história. Também foi anunciado que a produção contaria com direção de Lázaro Ramos e a consultoria de Marcelo Saback e Vince Marcello, autor e diretor da franquia "Barraca do Beijo". No elenco o Amazon Prime Video anunciou Gabz e Lucas Leto, como os protagonistas do longa e Larissa Luz, Pedro Blanc, Raphael Ghanem, Vittor Fernando, Enrico Cardoso e Mharessa como parte do elenco adicional.
O primeiro teaser do longa foi exibido na edição da CCXP 2022.